# 사카마치역
사카마치역(일본어: 坂町駅)은 일본 니가타현 무라카미시에 위치한 동일본 여객철도의 철도역이다. 우에쓰 본선의 소속역이며, 요네사카 선의 기.종점 역할을 하는 역이기도 하다. 섬식 승강장 1면 2선을 2배로 한 2면 4선 구조의 복합 승강장을 갖춘 지상역이다.

## 타는 곳
| 1 | ■ 요네사카 선 |        | 오구니 · 요네자와 방면 | (주로 이 역 환승) |
| 2 | ■ 우에쓰 본선 | (상행) | 니가타 · 니쓰 방면     |                   |
| 3 | ■ 우에쓰 본선 | (하행) | 무라카미 · 사카타 방면 |                   |
| 3 | ■ 요네사카 선 |        | 오구리 · 요네자와 방면 |                   |
| 4 | ■ 우에쓰 본선 |        | (대피 승강장)          |                   |
| 4 | ■ 요네사카 선 |        | 오구리 · 요네자와 방면 |                   |

## 이용 현황
| 승차 인원 추이 | 승차 인원 추이 |
| 연도           | 1일 평균       |
| -------------- | -------------- |
| 2000           | 882            |
| 2001           | 876            |
| 2002           | 880            |
| 2003           | 898            |
| 2004           | 872            |
| 2005           | 845            |
| 2006           | 836            |
| 2007           | 820            |
| 2008           | 828            |
| 2009           | 803            |
| 2010           | 790            |
| 2011           | 768            |
| 2012           | 768            |
| 2013           | 793            |

## 역 주변
- 아라카와 쇼핑센터
- 아라카와 종합 체육관
- 무라카미 시 아라카와 지소

## 인접 역
| 동일본 여객철도 우에쓰 본선 | 동일본 여객철도 우에쓰 본선      | 동일본 여객철도 우에쓰 본선 |
| --------------------------- | -------------------------------- | --------------------------- |
| 나카조 니가타 방면          | □ 특급 '베니바나'                | 에치고오시마 아키타 방면    |
| 나카조 니가타 방면          | □ 특급 '라쿠라쿠트레인 무라카미' | 무라카미 무라카미 방면      |
| 히라키다 니쓰 방면          | ■ 보통                           | 히라바야시 아키타 방면      |
| 동일본 여객철도 요네사카 선 |                                  |                             |
| 에치고오시마 아키타 방면    | □ 특급 '베니바나'                | 나카조 니가타 방면          |
| 에치고오시마 요네자와 방면  | ■ 보통                           | 시·종착역                   |